# Milchküche

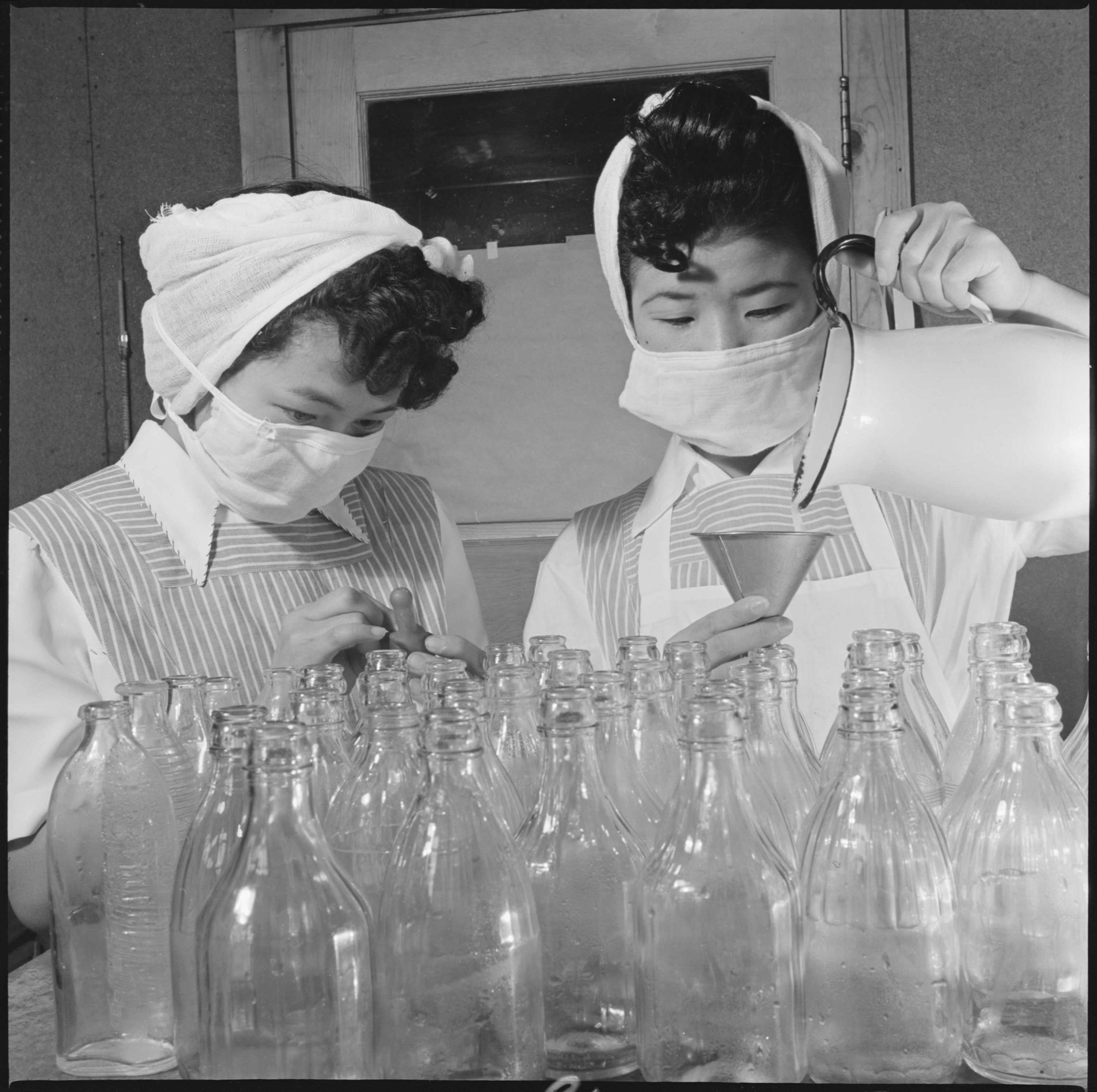
Milchküche in Wyoming (USA), 1943

Die Milchküche ist eine Versorgungseinrichtung in einem Krankenhaus oder einem Geburtshaus mit einer Station für Neugeborene. Hier wird für Säuglinge Muttermilch aufbereitet und Fertigmilch zubereitet. Ebenfalls zu den Aufgaben der Milchküche gehört die Herstellung von Diätnahrungen für Säuglinge und Kinder mit angeborenen Stoffwechselstörungen. Ebenso gehört die Vermeidung von Infektionen durch Cronobacter, (früher Spezies Enterobacter sakazakii) und Salmonellen dazu. Gefährdet sind insbesondere Säuglinge mit einem Geburtsgewicht unter 2500 g und immungeschwächte Säuglinge, weil deren körpereigene Abwehr keinen ausreichenden Infektionsschutz bietet.
Eine Milchküche wird gewöhnlich von Kinderkrankenpflegern betreut.

## Vorschriften
In Deutschland empfiehlt das Bundesinstitut für Risikobewertung (BfR) für Kliniken die Einrichtung einer gesonderten Milchküche. Hygienische Anforderungen an die Milchküche in Kliniken finden sich in einer Leitlinie, die von der Gesellschaft der Kinderkrankenhäuser und Kinderabteilungen in Deutschland  (GKinD, 2005) erarbeitet wurde. Die Leitlinie soll eine hygienisch einwandfreie Zubereitung der Säuglingsnahrung in Kliniken gewährleisten. Die Anforderungen umfassen bauliche Voraussetzungen, Ausstattung, Arbeitsabläufe, Hygieneüberwachung der Milchküche sowie Anforderungen an das Personal.
In Österreich erfolgen die Arbeitsabläufe auf der Basis der Hazard Analysis and Critical Control Points (HACCP-Richtlinien) und der Richtlinien der österreichischen Lebensmittelaufsichtsbehörde. Das HACCP-Konzept ist ein System, das die Sicherheit der abgegebenen Lebensmittel gegenüber den Verbrauchern gewährleisten soll.

## Logistik
Nahrungspackungen dürfen nur ohne Kartonage und nach einer Wischdesinfektion in den Produktionsraum gebracht werden, um das Einbringen von Sporenbildnern zu verhindern. Hinzu kommt eine Oberflächendesinfektion sowie eine thermische Aufbereitung der Kochutensilien und Flaschenschlitten. Dafür stehen Sterilisatoren beziehungsweise Thermodesinfektoren zur Verfügung. Das Personal führt laufend  eine hygienische Händedesinfektion durch und trägt Mund-Nasen-Schutzmasken, die halbstündlich gewechselt werden müssen. Täglich erfolgen mehrfache Temperaturkontrollen und die zugehörige Dokumentation aller Kühleinrichtungen. Überschüssige Muttermilch wird nach Abpumpdatum eingefroren. Mitarbeiter führen ein „Nasenscreening“ durch, um eine Kontamination der Nahrung mit Staphylococcus aureus und anderen Keimen zu vermeiden. Die Milchküche ist durch eine Schleuse nach außen zur Entnahme für die Mütter getrennt, in der mittels Muttermilchdurchreichekühlschränken gearbeitet wird.